# Samorządowe kolegium odwoławcze
Samorządowe kolegium odwoławcze – organ administracji publicznej wyższego stopnia, w rozumieniu Kodeksu postępowania administracyjnego i Ordynacji podatkowej, w indywidualnych sprawach z zakresu administracji publicznej należących do właściwości jednostek samorządu terytorialnego. W Polsce istnieje 49 samorządowych kolegiów odwoławczych. Nadzór nad ich działalnością administracyjną  sprawuje Prezes Rady Ministrów, który może jednak powierzyć wykonywanie go ministrowi właściwemu do spraw administracji publicznej.
Ustawy szczególne mogą przewidywać inny organ odwoławczy.

## Opis
W szczególności samorządowe kolegia odwoławcze rozpatrują odwołania od decyzji administracyjnych, zażalenia na postanowienia, żądania wznowienia postępowania lub stwierdzenia nieważności decyzji. Są więc organami jednostek tzw. samorządu terytorialnego, ale tylko o znaczeniu procesowym.
Art. 17 Kodeksu postępowania administracyjnego, umieszczony w rozdziale 3 „Organy wyższego stopnia i organy naczelne”, stanowi:

Art. 17. Organami wyższego stopnia w rozumieniu kodeksu są:
 1) w stosunku do organów jednostek samorządu terytorialnego – 
samorządowe kolegia odwoławcze, chyba że ustawy szczególne stanowią inaczej, (...)

Organizację i zasady działania SKO reguluje ustawa z dnia 12 października 1994 r. o samorządowych kolegiach odwoławczych (Dz.U. z 2018 r. poz. 570).

## Budżet, zatrudnienie i wynagrodzenia
Wydatki i dochody samorządowych kolegiów odwoławczych (SKO) są realizowane w części 86 budżetu państwa.
W 2017 wydatki SKO wyniosły 127,24 mln zł, a dochody 0,27 mln zł. Przeciętne zatrudnienie w SKO w przeliczeniu na pełne etaty wyniosło 975 osób, a średnie miesięczne wynagrodzenie brutto 7024 zł.
W ustawie budżetowej na 2018 wydatki samorządowych kolegiów odwoławczych zaplanowano w wysokości 123,63 mln zł; nie zaplanowano żadnych dochodów.